# Janusz Waluś (Attentäter)
Janusz Jakub Waluś [ˈjanuʃ ˈjakup ˈvaluɕ] (* 14. Januar 1953 in Zakopane, Polen) ist ein südafrikanischer rechtsextremer Attentäter polnischer Herkunft, der 1993 Chris Hani, den Generalsekretär der Südafrikanischen Kommunistischen Partei und Stabschef des Speers der Nation, des ehemals bewaffneten Arms des Afrikanischen Nationalkongresses, ermordete. Er verbüßt eine lebenslange Haftstrafe, die im November 2022 in eine Freilassung auf Bewährung umgewandelt wurde.

## Leben

### Herkunft und früher Werdegang
Waluś wurde als jüngerer von zwei Söhnen in eine Glaserfamilie geboren. Er wuchs zunächst in seiner Geburtsstadt Zakopane und später in Radom auf, wo er nach seiner Schullaufbahn in der elterlichen Glaserei arbeitete. Mit seiner Frau Wanda hatte er die gemeinsame Tochter Ewa. In seiner Freizeit interessierte er sich für den Motorsport, in dem er einige nationale Titel mit modifizierten Fahrzeugen der Modellreihe Fiat 127 einfahren konnte.
Sein Vater Tadeusz und sein älterer Bruder Witold waren Mitte der 1970er nach Südafrika ausgewandert, um dort im sogenannten Homeland des Witzieshoek eine Glashütte aufzubauen. Ermöglicht wurde dies durch ein Programm des zu jener Zeit herrschenden Apartheidregimes der Südafrikanischen Nationalen Partei, das Migranten aus Polen und weiteren Ostblockstaaten bei der Gründung von Unternehmen subventionierte.
1981 war Waluś im Alter von 27 Jahren dem Ruf seines Vaters und seines älteren Bruders nach Südafrika gefolgt, um in der prosperierenden Glashütte mitzuarbeiten. Der Jahresumsatz des Unternehmens betrug zeitweilig über 1,5 Millionen Rand, so dass alle drei in relativem Wohlstand leben und Rücklagen für ihre daheimgebliebenen Familien in Polen bilden konnten. Der Vater von Waluś bewohnte zudem eine luxuriöse Wohnung in Waterkloof, einem wohlhabenden Vorort von Pretoria, und gründete eine weitere Glashütte in Harrismith.
Spätestens ab Ende der 1980er gingen die Erträge aus den beiden Glashütten deutlich zurück. Eine Mitschuld dafür gab die Familie der Reformpolitik unter Frederik de Klerk. Das sich in Auflösung befindende System der Homelands und die Rücknahme der Subventionen für weiße Migranten führte aus ihrer Sicht schließlich zur Insolvenz des Unternehmens. Während sein Vater nach Polen zurückkehrte und sein älterer Bruder ein eigenes Unternehmen in Südafrika gründete, fand Waluś selbst nur eine Anstellung als Lastwagenfahrer in einer Spedition. Eine Rückkehr nach Polen war für ihn keine Option, da er seit 1986 die südafrikanische Staatsbürgerschaft besaß und in Pretoria eine Beziehung zu einer zweiten Frau führte.

### Radikalisierung und Mordtat
Bereits während seiner ersten Jahre in Südafrika hatte Waluś Gefallen am Kampfsport gefunden und trainierte in seiner Freizeit Karate. In diesem Umfeld geriet er zunehmend in rassistische Kreise und begann sich politisch zu engagieren. 1986 war er zunächst Mitglied der Südafrikanischen Nationalen Partei geworden, wechselte später jedoch zur Südafrikanischen Konservativen Partei, die von radikalen Buren geführt wurde. Schließlich trat er der rechtsextremen sogenannten Widerstandsbewegung der Afrikaner bei, die das Apartheidregime auch bewaffnet verteidigen wollte. Als 1990 Nelson Mandela aus seiner jahrzehntelangen Haft entlassen wurde und oppositionelle Parteien zu Wahlen zugelassen wurden, darunter vor allem politisch linksgerichtete Gruppierungen wie die Südafrikanische Kommunistische Partei, radikalisierte sich Waluś weiter.
Zum Zeitpunkt des Attentats gegen Chris Hani war Waluś 38 Jahre alt. Der Mord an Chris Hani fällt in die Zeit, als in Südafrika bereits politische Verhandlungen zur Beendigung des Apartheidregimes stattfanden. Am Ostersonntag, den 10. April 1993, fuhr Waluś gegen 10:30 Uhr zu Hanis Wohnhaus in Boksburg bei Johannesburg. Hani war gerade nach Hause zurückgekehrt. Als er aus seinem Fahrzeug stieg, rief ihn Waluś beim Namen, worauf Hani sich umdrehte und von Waluś mit einem Schuss in den Körper und drei Schüssen in den Kopf ermordet wurde. Hani war sofort tot, und Waluś flüchtete. Eine Nachbarin notierte das Autokennzeichen, was zu einer raschen Verhaftung führte.
Obwohl Waluś zunächst jede Beteiligung an dem Attentat leugnete, schilderte er den Tathergang jedoch im Vertrauen einem Polizisten, den er für einen Gleichgesinnten hielt. Weitere Ermittlungen führten zu der Erkenntnis, dass der ehemalige Parlamentsabgeordnete und Vorsitzende der Südafrikanischen Konservativen Partei, Clive Derby-Lewis, Waluś zu dem Attentat angestiftet und die Tatwaffe, eine Vektor Z88, besorgt hatte. Die Polizei fand außerdem bei Derby-Lewis’ Frau Gabriella eine Todesliste, in der Mandela und der weiße Antiapartheidaktivist Joe Slovo noch vor Hani aufgelistet waren.
Waluś und Derby-Lewis wurden für ihre Tat zunächst zum Tode verurteilt. Die Strafe wurde nach der Abschaffung der Todesstrafe unter Mandela 1995 allerdings zu einer lebenslangen Freiheitsstrafe umgewandelt.

### Haft
Sowohl Waluś als auch Derby-Lewis behaupteten, dass ihr Mord an Hani nicht nur auf persönlicher Überzeugung beruhte, sondern Teil eines größeren Plans war. Sie argumentierten, dass sie aus Sorge um die Zukunft Südafrikas auf höheren Befehl gehandelt hätten und behaupteten, ihre Tat sei motiviert gewesen durch die Angst, dass das Land unter der Führung der Kommunisten und des African National Congress (ANC) in eine wirtschaftliche und soziale Krise wie in Zimbabwe geraten könnte, wo unter Robert Mugabe ab 1991 die weiße Bevölkerung zunehmend Enteignungen erfuhr. Die südafrikanische Wahrheits- und Versöhnungskommission (Truth and Reconciliation Commission, TRC) untersuchte diese Behauptungen eingehend, kam jedoch zu dem Schluss, dass keine Beweise vorliegen, die auf einen direkten Auftrag von höherer Stelle hinweisen. Der Mord wurde stattdessen als Aktion fanatischer Einzelpersonen gewertet, die von extremistischen Ideologien getrieben wurden, weshalb die von Waluś beantragte Amnestie, die seine Strafe zur Bewährung aussetzen sollte, abgelehnt wurde. Beide blieben in Haft. 2014 wurde zunächst Derby-Lewis und später auch Waluś von einem Mithäftling durch Stiche mit einem scharfgeschliffenen Löffel verletzt.
In rechtsextremen Kreisen Südafrikas, vornehmlich unter militanten Anhängern der sogenannten Freiheitsfront, wird Waluś als vermeintlicher politischer Aktivist im Kampf gegen den angeblich aufblühenden Kommunismus in Südafrika heroisiert. Der polnische Journalist Cezary Łazarewicz, der mit Waluś ein Interview führen konnte, sieht in ihm bloß einen Rassisten, der unbelehrbar dem Apartheidregime nachtrauere.
2016 ordnete ein Richter die Haftentlassung von Waluś auf Bewährung an. Nach heftigen Protesten in der Bevölkerung wurde der Beschluss aber rückgängig gemacht. 2017 gab Waluś nach 30 Jahren seine südafrikanische Staatsbürgerschaft ab, um seine Chancen auf eine Haftverlegung von Südafrika nach Polen zu erhöhen. 2019 wurde ein weiterer Antrag auf Haftentlassung abgelehnt, ein dritter Antrag ist anhängig. Am 21. November 2022 urteilte ein südafrikanisches Gericht, dass er innerhalb der nächsten zehn Kalendertage, also spätestens am 1. Dezember 2022, auf Bewährung aus der Haft entlassen werden muss. Gegen diese Entlassung gab es Proteste der Bevölkerung.

### Bewährung
Kurz vor seiner Entlassung aus dem Gefängnis wurde er von einem Mithäftling mit einem Messer verletzt. Nach der Entlassung aus dem Krankenhaus am 7. Dezember 2022 soll Waluś für zwei Jahre unter Bewährungsauflagen in Freiheit leben. Zu den Auflagen gehört, dass er Südafrika nicht verlassen darf.